# Unter Verdacht: Die falsche Frau
Die falsche Frau ist ein deutscher Fernsehfilm von Isabel Kleefeld aus dem Jahr 2008. Es handelt sich um die zwölfte Episode der ZDF-Kriminalfilmreihe Unter Verdacht mit Senta Berger als Dr. Eva Maria Prohacek in der Hauptrolle.

## Handlung
Vor den Augen der Kriminalrätin Dr. Eva Maria Prohacek springt die junge Polizistin Sabine Dietz in den Tod. Zuvor hatte Dietz Geld aus der Asservatenkammer unterschlagen. Ihr Assistent  André Langner äußert die Vermutung, dass sie womöglich auch für den Tod einer Justizangestellten die Verantwortung trägt, da die Tat mit einer entwendeten Waffe aus eben jener Asservatenkammer begangen wurde.

## Hintergrund
Der Film wurde vom 13. November 2007 bis zum 16. Dezember 2007 in München und Umgebung gedreht. Die Folge wurde am 10. Oktober 2008 um 20:15 Uhr auf arte erstausgestrahlt.

## Kritik
Die Kritiker der Fernsehzeitschrift TV Spielfilm vergaben dem Film die bestmögliche Wertung, sie zeigten mit dem Daumen nach oben. Sie fanden, „Regisseurin und Autorin Isabel Kleefeld […] gelang mit ihrem Drama über die Gier eine Art Allegorie der Finanzkrise“, und konstatierten: „Brisante Geschichte mit menschlicher Tiefe“.